# Facharzt für Physikalische und Rehabilitative Medizin
Facharzt für Physikalische und Rehabilitative Medizin, auch Physikalischer und Rehabilitativer Mediziner/Physikalische und Rehabilitative Medizinerin, ist in Deutschland die offizielle Bezeichnung für einen Facharzt, der sich auf die ärztliche Tätigkeit im Gebiet Physikalische und Rehabilitative Medizin spezialisiert hat. 

## Gebiet Physikalische und Rehabilitative Medizin
Das Gebiet Physikalische und Rehabilitative Medizin umfasst die Frührehabilitation, die postakute und Langzeit-Rehabilitation sowie die Prävention von Beeinträchtigungen der Funktionsfähigkeit sowie die interdisziplinäre Diagnostik und Behandlung von Struktur- und Funktionsstörungen mit konservativen, physikalischen, manuellen und naturheilkundlichen Therapiemaßnahmen sowie Verfahren der rehabilitativen Intervention.

## Facharzt-Weiterbildung
Um in Deutschland als Facharzt für Physikalische und Rehabilitative Medizin tätig werden zu können, muss nach dem Abschluss eines Medizinstudiums und erteilter Approbation als Arzt eine mindestens 60 Monate dauernde Weiterbildung im Gebiet Physikalische und Rehabilitative Medizin mit Erfolg absolviert werden. Die Berechtigung zur Führung einer Facharzt-, Schwerpunkt- oder Zusatzbezeichnung wird nach einer mündlichen Prüfung von der zuständigen Landesärztekammer erteilt.
Die Weiterbildung muss an zugelassenen Weiterbildungsstätten absolviert werden: mindestens 60 Monate im Gebiet Physikalische und Rehabilitative Medizin, davon müssen abgeleistet werden:
- 12 Monate in der stationären Akutversorgung im Gebiet Chirurgie und/oder in Neurochirurgie
- 12 Monate in der stationären Akutversorgung im Gebiet Innere Medizin und/oder in Neurologie

Bei der Anmeldung zur Weiterbildungsprüfung müssen der zuständigen Ärztekammer sämtliche Nachweise über die erfüllten Mindestanforderungen vorgelegt werden. Dazu gehören auch die Logbuch-Dokumentationen über alle durch die MWBO vorgegebenen Inhalte der Weiterbildung. Zur Weiterbildungsprüfung muss man darlegen, dass man über die entsprechenden Kenntnisse, Erfahrungen und Fertigkeiten im Fach verfügt.

### Inhalte der Weiterbildung
Zur Weiterbildungsprüfung muss dargelegt werden können, dass man Kenntnisse, Erfahrungen und Fertigkeiten unter anderem in folgenden Bereichen erlangt hat:
- Notfälle: Erkennung und Behandlung typischer Komplikationen im Behandlungsverlauf sowie deren Prophylaxe
- Prävention:
  - Präventionsmedizinische Untersuchungen und Beratungen einschließlich sportmedizinischer Aspekte
  - Arbeitsplatzorientierte Beratungen
  - Beratung zu Hilfe- und Unterstützungsbedarf
- Kenntnis der sozialen Sicherungssysteme und Versorgungsstrukturen
- Indikationsstellung und Zuweisung zu den rehabilitativen Versorgungsformen
- Beurteilung des Leistungsvermögens, der Arbeitsunfähigkeit und der Erwerbsminderung sowie der Pflegebedürftigkeit
- Diagnostische Maßnahmen
  - Manualmedizinische Untersuchung von Komplex- und Einzelbefunden des Bewegungssystems
  - Neurologische Befunderhebung bei Störungen des peripheren und zentralen Nervensystems
- Mit- und Anschlussbehandlung sowie Rehabilitation von Erkrankungen und Funktionsstörungen, insbesondere
  - funktionelle, degenerative, entzündliche und stoffwechselbedingte Krankheiten des Bewegungssystems
  - Verletzungsfolgen einschließlich Polytrauma, Schädel-Hirn-Trauma, Querschnittsläsionen
  - zerebrale Durchblutungsstörungen einschließlich Schlaganfall
  - neurodegenerative Krankheiten und periphere Nervenläsionen
  - Krankheiten des kardiopulmonalen Systems
  - Krankheiten des Gefäßsystems einschließlich des Lymphgefäßsystems
  - angeborene Leiden und Folgen frühkindlicher Hirnschäden
  - psychische und psychosoziale Erkrankungen und Problemlagen
- Manualmedizinische Behandlungstechniken
- Differentialindikative Hilfsmittelversorgung mit Orthesen und Prothesen, Einlagen- und Schuhversorgung, rehabilitativer Technologie und Kompressionsbestrumpfung, Mobilitätshilfen
- Planung und Durchführung der Frührehabilitation im multiprofessionellen Team

Die Inhalte der Musterweiterbildungsordnung sind allerdings nur eine Empfehlung für die rechtsverbindlichen Weiterbildungsordnungen der Landesärztekammern, die hiervon abweichende Regelungen treffen können.

## Zusatz-Weiterbildungen
Fachärztinnen und -ärzte für Physikalische und Rehabilitative Medizin haben die Möglichkeit, sich durch Zusatz-Weiterbildung weiter zu qualifizieren. Hierzu gehört insbesondere die Zusatz-Weiterbildung Geriatrie. Außerdem besteht die Möglichkeit der Qualifizierung in den Zusatz-Weiterbildungen, die Fachärzten der Gebiete der unmittelbaren Patientenversorgung vorbehalten sind.